# Esporte Clube Guarani
Esporte Clube Guarani é uma agremiação esportiva de Venâncio Aires, no estado do Rio Grande do Sul, fundado a 3 de setembro de 1929. Suas cores são preta e vermelha.

## História
O Clube, fundado em 1929 com o nome de Sociedade de Foot-Ball Sport Club Guarany, em homenagem aos índios Guaranis, que na época acampavam junto a antiga "fonte pública", próximo ao local onde hoje está instalada a agência dos Correios, no centro de Venâncio Aires.
O primeiro campo do Guarani foi na várzea do Arroio Castelhano. Em 1933, o clube transferiu-se para o Estádio dos Eucaliptos, num local mais próximo da cidade. Mas foi em 30 de março de 1958 que a casa rubro-negra recebeu amplas melhorias e passou a se chamar Estádio Edmundo Feix, nome dado em homenagem ao dono do terreno, que foi doado ao clube. Em 1988, o clube inaugurava a iluminação do estádio e a partir daí pode realizar também jogos noturnos, o que na época eram raros no interior do Rio Grande do Sul.
Em 1989, um ano após o título estadual amador, o clube se profissionaliza e termina na 3ª colocação no Gauchão - Segunda divisão, competição que o clube conquistou uma vez em 1997 e terminou com o vice campeonato em outras três ocasiões 1990, 2006 e 2015.
Sua melhor campanha veio em 2002, com o comando do técnico Mano Menezes. Na primeira fase, sem o grandes, envolvidos na Copa Sul-Minas, o clube iniciou mal a competição, desenhando um iminente rebaixamento, com a lanterna isolada do primeiro turno. Com uma sequência sem derrotas o Rubro-Negro termina o segundo turno na liderança e se classifica para as semifinais. Na semifinal em jogo único, consegue derrotar o 15 de Novembro na prorrogação e na final, após um empate em casa contra o São Gabriel, conquista o segundo turno do campeonato com o placar de um a zero em São Gabriel.

## Títulos

### Campanhas de Destaque
- Campeão do Grupo B do Campeonato Gaúcho de Futebol de 1997
- Campeão do Segundo Turno do Campeonato Gaúcho de Futebol de 2002
- Vice-Campeão da Copa FGF: (2014)
- Vice-Campeão da Divisão de Acesso: (1990, 2006 e 2015).
- Vice-Campeão da Segunda Divisão: (2014)

## Artilheiros
- Artilheiros do Campeonato Gaúcho

1. Marcus Vinicius - 1997 (28 gols).

- Artilheiros do Campeonato Gaúcho - Série B

1. Mano Garcia - 2006 (24 gols)